# François Pervis
François Pervis, född den 16 oktober 1984 i Château-Gontier, är en fransk tävlingscyklist.
Han tog OS-brons i lagsprint i samband med de olympiska tävlingarna i cykelsport 2016 i Rio de Janeiro..